# 德國 (歐洲議會選區)
德國選舉區是歐洲議會選舉的一個選區，選區涵蓋整個德國。
目前這個選區由96名成員代表，這是所有歐洲議會選區中最多的。
在兩德統一以前，選區只有覆蓋西德的部分。當時也只有81席次。

## 歷屆選舉
兩德統一以來歷屆基本上由聯盟黨保持德國在歐洲議會選舉的最多數。但最近的選舉已呈現減小狀態甚至被超前。